# Neocea lanceolata
Genre
Synonymes
- Cea González-Sponga, 1987 nec Walker, 1837

Espèce
Synonymes
- Cea lanceolata González-Sponga, 1987

Neocea lanceolata, unique représentant du genre Neocea, est une espèce d'opilions laniatores de la famille des Zalmoxidae.

## Distribution
Cette espèce est endémique de l'État de Mérida au Venezuela. Elle se rencontre vers Libertador.

## Description
Le mâle holotype mesure 3,00 mm.

## Systématique et taxinomie
Cette espèce a été décrite sous le protonyme Cea lanceolata par González-Sponga en 1987. Le nom Cea González-Sponga, 1987 étant préoccupé par Cea Walker, 1837, il est renommé Neocea par Özdikmen en 2008.

## Publications originales
- González-Sponga, 1987 : « Aracnidos de Venezuela. Opiliones Laniatores I. Familias Phalangodidae y Agoristenidae. » Boletin de la Academia de Ciencias Fisicas, Matematicas y Naturales, vol. 23, p. 1–562 (texte intégral).
- Özdikmen, 2008 : « Nomenclatural changes for some preoccupied harvestman genus group names (Arachnida: Opiliones). » Turkish Journal of Arachnology, vol. 1, p. 37–43.